# Bolifushi
Bolifushi es una pequeña isla de Maldivas en el atolón de Malé Sur en el océano Índico. Se encuentra en el límite noroeste del atolón, y mide 100 metros de ancho y 50 metros de longitud. El Nombre de la isla significa algo así como isla Concha y se compone de dos palabras Dhivehi: Bolos, que se refiere a los mejillones, y Fushi que son islas pequeñas Existen en el noroeste de la isla pequeños complejos turísticos, construidos sobre pilotes en el agua formando un triángulo. En 2008, el Ministerio de Turismo aprobó los planes para una amplia reconstrucción de la isla. El objetivo de los planes era atraer a un público de más calidad